# Lokalisierung (Algebra)
In der Algebra ist Lokalisierung eine Methode, einem Ring {\displaystyle R} systematisch neue multiplikativ inverse Elemente hinzuzufügen. Möchte man, dass die Elemente einer Teilmenge {\displaystyle S} von {\displaystyle R} invertierbar werden, dann konstruiert man einen neuen Ring {\displaystyle S^{-1}R}, die „Lokalisierung von {\displaystyle R} nach {\displaystyle S}“, und einen Ringhomomorphismus von {\displaystyle R} nach {\displaystyle S^{-1}R}, der {\displaystyle S} auf Einheiten von {\displaystyle S^{-1}R} abbildet. {\displaystyle S^{-1}R} und dieser Ringhomomorphismus erfüllen die universelle Eigenschaft der „besten Wahl“.
In diesem Artikel beschränken wir uns auf kommutative Ringe mit Einselement 1. Bei einem Ring ohne Einselement stellen sich Invertierbarkeitsfragen nicht bzw. nur nach Adjunktion eines Einselementes.
Für eine Verallgemeinerung auf den Fall nicht-kommutativer Ringe siehe Ore-Bedingung.

## Wortherkunft
Die Verwendung des Begriffs „Lokalisierung“ entspringt der algebraischen Geometrie: Ist {\displaystyle R} ein Ring von reell- oder komplexwertigen Funktionen auf einem geometrischen Objekt (z. B. einer algebraischen Varietät) und will man das Verhalten der Funktionen in der Nähe eines Punktes {\displaystyle p} untersuchen, dann wählt man für {\displaystyle S} die Menge der Funktionen, die bei {\displaystyle p} ungleich 0 sind, und lokalisiert {\displaystyle R} nach {\displaystyle S}. Die Lokalisierung enthält dann nur noch Informationen über das Verhalten der Funktionen nahe bei {\displaystyle p}.

## Definition

### Lokalisierung eines allgemeinen kommutativen Ringes
Sei {\displaystyle R} ein kommutativer Ring mit 1 und {\displaystyle S} eine Teilmenge von {\displaystyle R}. Da das Produkt von Einheiten wieder eine Einheit ist, 1 eine Einheit ist und wir die Elemente von {\displaystyle S} zu Einheiten machen wollen, können wir {\displaystyle S} vergrößern und die 1 und alle Produkte von Elementen von {\displaystyle S} zu {\displaystyle S} hinzufügen; wir nehmen also gleich an, dass {\displaystyle S} multiplikativ abgeschlossen ist und das Einselement enthält.
Auf dem kartesischen Produkt {\displaystyle R\times S} führen wir dann eine Äquivalenzrelation ein:
{\displaystyle (r_{1},s_{1})\sim (r_{2},s_{2}):\Leftrightarrow \exists t\in S:t(r_{1}s_{2}-r_{2}s_{1})=0}.
Der in der Definition der Äquivalenzrelation auftretende Faktor {\displaystyle t} ist für die Transitivität der Äquivalenzrelation nötig, falls der vorliegende Ring nicht nullteilerfrei ist.
Die Äquivalenzklasse eines Paares {\displaystyle (r_{1},s_{1})} schreiben wir als Bruch
{\displaystyle {\frac {r_{1}}{s_{1}}}:=[(r_{1},s_{1})]:=\{(r_{2},s_{2})\in R\times S:(r_{1},s_{1})\sim (r_{2},s_{2})\}}.
Addition und Multiplikation der Äquivalenzklassen werden analog zu den üblichen Bruchrechenregeln definiert (die Wohldefiniertheit, d. h. die Unabhängigkeit von der Wahl des speziellen Repräsentanten, ist zu zeigen):
{\displaystyle {\frac {r_{1}}{s_{1}}}+{\frac {r_{2}}{s_{2}}}:={\frac {r_{1}s_{2}+r_{2}s_{1}}{s_{1}s_{2}}}}
{\displaystyle {\frac {r_{1}}{s_{1}}}\cdot {\frac {r_{2}}{s_{2}}}:={\frac {r_{1}r_{2}}{s_{1}s_{2}}}}
Mit den so definierten Verknüpfungen erhalten wir einen kommutativen Ring {\displaystyle S^{-1}R} mit Nullelement 0/1 und Einselement 1/1.
Die Abbildung
{\displaystyle j\colon R\to S^{-1}R,\ j(r)={\frac {rs}{s}}}
mit {\displaystyle s\in S} ist ein (nicht notwendig injektiver) Ringhomomorphismus und unabhängig von der Wahl von {\displaystyle s}.

### Lokalisierung eines Integritätsrings
Im einfachsten Fall ist {\displaystyle R} ein Integritätsring.
Hier unterscheiden wir, ob {\displaystyle S} die 0 enthält oder nicht.
Ist {\displaystyle 0\in S}, dann kommt für die Lokalisierung nur der Nullring {\displaystyle \{0\}} in Frage, weil er der einzige Ring ist, in dem die 0 Einheit ist. Wir definieren also {\displaystyle S^{-1}R=\{0\}}, falls 0 in {\displaystyle S} liegt.
Ist 0 kein Element von {\displaystyle S}, so vereinfacht sich obige Äquivalenzrelation, da wegen des in Integritätsringen gültigen Kürzungsgesetzes folgt: {\displaystyle (r_{1},s_{1})\,\sim \,(r_{2},s_{2})} genau dann, wenn {\displaystyle r_{1}s_{2}=r_{2}s_{1}}.
Speziell ist auch {\displaystyle R\setminus \{0\}} multiplikativ abgeschlossen, und obige Konstruktion fällt mit der bekannten Konstruktion des Quotientenkörpers zusammen.
Lokalisierungen nach einer multiplikativ abgeschlossenen Teilmenge {\displaystyle S\subset R\setminus \{0\}} kann man dann wie folgt im Quotientenkörper {\displaystyle K} von {\displaystyle R} wiederfinden. Der Teilring {\displaystyle S^{-1}R} von {\displaystyle K}, der aus allen Brüchen besteht, deren Zähler in {\displaystyle R} und deren Nenner in {\displaystyle S} liegt, hat die gewünschten Eigenschaften: Die kanonische Einbettung von {\displaystyle R} in {\displaystyle K} ist ein Ringhomomorphismus, der sogar injektiv ist, und die Elemente von {\displaystyle S} sind invertierbar. Dieser Ring {\displaystyle S^{-1}R} ist der kleinste Teilring von {\displaystyle K}, der {\displaystyle R} enthält und in dem die Elemente von {\displaystyle S} invertierbar sind.
Hier folgen einige Beispiele von Lokalisierungen von {\displaystyle \mathbb {Z} } bezüglich verschiedener Teilmengen {\displaystyle S}:
- Lokalisiert man {\displaystyle \mathbb {Z} } bzgl. der Menge der ungeraden ganzen Zahlen, erhält man den Ring {\displaystyle \mathbb {Z} _{(2)}} aller rationalen Zahlen mit ungeradem Nenner. Die Verwendung des „(2)“ wird weiter unten erklärt.
- Lokalisiert man {\displaystyle \mathbb {Z} } bzgl. der Menge der geraden Zahlen ohne die 0, erhält man ganz {\displaystyle \mathbb {Q} }, weil sich jede rationale Zahl durch eventuelle Erweiterung mit 2 als Bruch mit geradem Nenner darstellen lässt.
- Lokalisiert man {\displaystyle \mathbb {Z} } bzgl. der Menge der Zweierpotenzen, erhält man den Ring der Dualbrüche. Dies sind genau die rationalen Zahlen, deren Dualdarstellung nur endlich viele Nachkommastellen hat.

### Kategorientheoretische Definition
Die Lokalisierung eines Ringes {\displaystyle R} nach einer Teilmenge {\displaystyle S} kann wie folgt kategorientheoretisch definiert werden:
Ist R ein Ring und {\displaystyle S} eine Teilmenge, so bildet die Menge aller {\displaystyle R}-Algebren {\displaystyle A}, die so beschaffen sind, dass unter der kanonischen Injektion {\displaystyle R\to A} jedes Element von {\displaystyle S} auf eine Einheit abgebildet wird, eine Kategorie mit {\displaystyle R}-Algebren-Homomorphismen als Morphismen. Die Lokalisierung von {\displaystyle R} nach {\displaystyle S} ist dann das Initialobjekt dieser Kategorie.
Das entspricht der oben gegebenen algebraisch leichter zugänglichen Definition, wie sie üblicherweise in Lehrbüchern zur kommutativen Algebra anzutreffen ist.

### Universelle Eigenschaft
Die „beste Wahl“ des Ringes {\displaystyle S^{-1}R} und des Homomorphismus {\displaystyle j\colon R\to S^{-1}R} wird durch die Erfüllung einer universellen Eigenschaft definiert:
Ist {\displaystyle R} ein kommutativer Ring mit 1, {\displaystyle S} eine multiplikativ abgeschlossene Teilmenge von {\displaystyle R}, {\displaystyle T} ein Ring mit 1, {\displaystyle t\colon R\to T} ein Ringhomomorphismus, der jedes Element von {\displaystyle S} auf eine Einheit abbildet, dann gibt es genau einen Ringhomomorphismus {\displaystyle g\colon S^{-1}R\to T} mit {\displaystyle t=g\circ j}.
Das entspricht der kategorientheoretischen Definition als initiales Objekt. Die oben angegebene algebraische Konstruktion ist ein Ring, für den man diese universelle Eigenschaft nachweisen kann.

## Häufige Arten der Lokalisierung

### Lokalisierung an einem Element
Indem man {\displaystyle S:=\{r^{n}\mid n\in \mathbb {N} _{0}\}} setzt, lässt man alle Potenzen eines Elementes {\displaystyle r\in R} als Nenner zu. Gebräuchliche Schreibweisen dafür sind {\displaystyle R_{r}}, {\displaystyle R\left[{\tfrac {1}{r}}\right]} oder {\displaystyle R[r^{-1}]}. Die erhaltene Lokalisierung ist kanonisch isomorph zu {\displaystyle R[X]/(rX-1)}, wobei die Isomorphismen {\displaystyle R} punktweise fixieren und {\displaystyle {\tfrac {1}{r}}} auf {\displaystyle X} abbilden (bzw. umgekehrt). Beispielsweise entsteht der Ring der Laurent-Polynome oder der Ring der formalen Laurent-Reihen auf diese Weise.

### Lokalisierung nach einem Primideal
Wenn {\displaystyle {\mathfrak {p}}\in \operatorname {Spec} (R)} ein Primideal bezeichnet, so spricht man für {\displaystyle S:=R\setminus {\mathfrak {p}}} von der „Lokalisierung in {\displaystyle {\mathfrak {p}}}“ oder „nach {\displaystyle {\mathfrak {p}}}“ und schreibt {\displaystyle R_{\mathfrak {p}}:=S^{-1}R}. Der entstehende Ring ist lokal mit dem maximalen Ideal {\displaystyle R_{\mathfrak {p}}{\mathfrak {p}}:=S^{-1}{\mathfrak {p}}}. Ist genauer {\displaystyle j\colon R\to R_{\mathfrak {p}}} der oben angegebene Ringhomomorphismus, so ist {\displaystyle \operatorname {Spec} (R_{\mathfrak {p}})\to \{{\mathfrak {a}}\in \operatorname {Spec} (R)|{\mathfrak {a}}\subseteq {\mathfrak {p}}\}}, {\displaystyle {\mathfrak {b}}\mapsto j^{-1}({\mathfrak {b}})} eine inklusionserhaltende Bijektion. Für eine Primzahl {\displaystyle p} ist der Ring {\displaystyle \mathbb {Z} _{(p)}} aller Brüche, deren Nenner nicht durch {\displaystyle p} teilbar ist, ein Beispiel für diese Konstruktion.
Da {\displaystyle R/{\mathfrak {p}}} nullteilerfrei ist, kann man den Quotientenkörper bilden. Es gilt dann {\displaystyle \operatorname {Quot} (R/{\mathfrak {p}})\cong R_{\mathfrak {p}}/R_{\mathfrak {p}}{\mathfrak {p}}}.
Man kann die Lokalisierung nach einem Primideal auch wie folgt deuten: Fasst man Elemente von {\displaystyle R} als Funktionen auf dem Spektrum von {\displaystyle R} auf, deren Wert in einem Punkt {\displaystyle P} das jeweilige Bild im Restklassenkörper {\displaystyle \kappa (P):=R_{\mathfrak {p}}/R_{\mathfrak {p}}{\mathfrak {p}}} ist, so „besteht“ der lokale Ring bei {\displaystyle P} aus Brüchen, in deren Nenner Funktionen stehen, die bei {\displaystyle P} nicht verschwinden, „durch die man also lokal bei {\displaystyle P} teilen darf“.
„Ganzabgeschlossen“ ist eine lokale Eigenschaft, d. h., für einen nullteilerfreien Ring {\displaystyle R} sind äquivalent:
- {\displaystyle R} ist ganzabgeschlossen.
- {\displaystyle R_{\mathfrak {p}}} ist ganzabgeschlossen für alle Primideale {\displaystyle {\mathfrak {p}}\triangleleft R}.
- {\displaystyle R_{\mathfrak {m}}} ist ganzabgeschlossen für alle maximalen Ideale {\displaystyle {\mathfrak {m}}\triangleleft R}.

### Totalquotientenring
Der Totalquotientenring {\displaystyle Q} eines Ringes {\displaystyle R} ist die Lokalisierung von {\displaystyle R} an der Menge der Nichtnullteiler von {\displaystyle R}. Er ist die „stärkste“ Lokalisierung, für die die Lokalisierungsabbildung
{\displaystyle R\to Q,\quad r\mapsto r/1}
injektiv ist. Ist {\displaystyle R} ein Integritätsring, so ist der Totalquotientenring der Quotientenkörper von {\displaystyle R}.

## Idealtheorie der Lokalisierung
Es sei {\displaystyle R} ein kommutativer Ring und {\displaystyle S\subseteq R} multiplikativ abgeschlossen. Es bezeichne {\displaystyle f\colon R\longrightarrow S^{-1}R} den kanonischen Ringhomomorphismus.
Dann gilt für jedes beliebige Ideal {\displaystyle I\subseteq S^{-1}R}
{\displaystyle I=f_{*}(f^{*}(I))}
Insbesondere ist also jedes Ideal von {\displaystyle S^{-1}R} das Bild eines Ideals von {\displaystyle R}.

### Primideale
Die Abbildung
{\displaystyle f^{*}\colon \operatorname {Spec} (S^{-1}R){\overset {\sim }{\longrightarrow }}{\Big \{}{\mathfrak {p}}\in \operatorname {Spec} (R)\,\,{\Big |}\,\,{\mathfrak {p}}\cap S=\emptyset {\Big \}}}
ist bijektiv. Die Primideale der Lokalisierung sind also gerade die Bilder (unter {\displaystyle f}) der Primideale von {\displaystyle R}, die mit der Menge {\displaystyle S} kein Element gemeinsam haben.
Die Lokalisierung nach einem Primideal {\displaystyle {\mathfrak {p}}} liefert also einen Ring, der nur noch ein maximales Ideal besitzt (das Bild von {\displaystyle {\mathfrak {p}}}). Damit ist der Ring ein lokaler Ring mit maximalem Ideal {\displaystyle f_{*}({\mathfrak {p}})}, was den Namen Lokalisierung rechtfertigt. Primideale kann es dagegen in der Lokalisierung mehrere geben, etwa in der Lokalisierung eines Integritätsbereiches, die selbst ebenfalls ein Integritätsbereich ist, das Nullideal. Weitere Primideale kann man dann ausschließen, wenn {\displaystyle R} höchstens eindimensional oder insbesondere ein Dedekindbereich ist.

## Lokalisierung von Moduln
Ist {\displaystyle R} ein kommutativer Ring mit 1, {\displaystyle S} eine multiplikative Teilmenge von {\displaystyle R} und {\displaystyle M} ein {\displaystyle R}-Modul, so ist die Lokalisierung von {\displaystyle M} bezüglich {\displaystyle S} definiert als die Menge {\displaystyle S^{-1}M} der Äquivalenzklassen von Paaren {\displaystyle (m,s)}, auch geschrieben {\displaystyle m/s}, wobei zwei Paare {\displaystyle \left(m_{1},s_{1}\right)}, {\displaystyle \left(m_{2},s_{2}\right)} äquivalent sein sollen, wenn es ein Element {\displaystyle s} von {\displaystyle S} gibt, so dass
{\displaystyle s\left(s_{2}\cdot m_{1}-s_{1}\cdot m_{2}\right)=0}
gilt. {\displaystyle S^{-1}M} ist ein {\displaystyle S^{-1}R}-Modul.
Entsprechend dem Fall von Ringen schreibt man auch {\displaystyle M_{r}} oder {\displaystyle M_{P}} für Elemente {\displaystyle r} bzw. maximale Ideale {\displaystyle P} von {\displaystyle R}.
Die Lokalisierung eines Moduls besitzt ebenfalls eine universelle Eigenschaft: Jeder {\displaystyle R}-Homomorphismus von {\displaystyle M} in einen Modul {\displaystyle N}, in dem alle Elemente durch die Elemente von {\displaystyle S} „teilbar“ sind, d. h. die Linksmultiplikation mit einem Element aus {\displaystyle S} ein Modul-Isomorphismus ist, lässt sich auf eindeutige Weise zu einem {\displaystyle R}-Homomorphismus {\displaystyle S^{-1}M\to N} fortsetzen. Dies bedeutet, dass man die Lokalisierung eines Moduls auch als Tensorprodukt beschreiben kann:
{\displaystyle S^{-1}M=M\otimes _{R}S^{-1}R}.

### Eigenschaften
Seien {\displaystyle R} ein kommutativer Ring und {\displaystyle M}, {\displaystyle N} zwei {\displaystyle R}-Moduln, sowie {\displaystyle S\subseteq R} multiplikativ abgeschlossen. Dann gilt
- {\displaystyle S^{-1}M{\Big /}S^{-1}N=S^{-1}{\Big (}M/N{\Big )}}
- {\displaystyle S^{-1}M\otimes _{R}S^{-1}N=S^{-1}{\Big (}M\otimes _{R}N{\Big )}}
- Für {\displaystyle R}-Untermoduln {\displaystyle M_{1},\dotsc ,M_{n}} gilt: {\displaystyle S^{-1}\bigcap \limits _{i=1}^{n}M_{i}=\bigcap \limits _{i=1}^{n}S^{-1}M_{i}}.
 Die Aussage ist für unendliche Schnitte im Allgemeinen falsch.
- Auch für die Lokalisierung eines endlich erzeugten Moduls gibt es ein Kriterium, wann die Lokalisierung den Nullmodul liefert:

{\displaystyle S^{-1}M=0\quad \Longleftrightarrow \quad \exists s\in S:\quad sM=0}
Also ist die Lokalisierung genau dann Null, wenn ein Element, das den ganzen Modul annulliert, in der Menge {\displaystyle S} enthalten ist.
Im Fall eines unendlich erzeugten Moduls gilt dieses Kriterium nicht mehr.

## Lokalisierung von Modulhomomorphismen
Es sei {\displaystyle f\colon M\rightarrow N} ein {\displaystyle R}-Modulhomomorphismus zwischen den {\displaystyle R}-Moduln {\displaystyle M} und {\displaystyle N} und es sei wieder {\displaystyle S\subset R} eine multiplikativ abgeschlossene Teilmenge, die das Einselement enthält. Dann zeigt man, dass durch
{\displaystyle S^{-1}f\colon S^{-1}M\rightarrow S^{-1}N,\quad {\frac {m}{s}}\mapsto {\frac {f(m)}{s}},\quad m\in M,s\in S}
ein {\displaystyle S^{-1}R}-Modulmorphismus definiert ist.
Es gilt
{\displaystyle S^{-1}\mathrm {id} _{M}=\mathrm {id} _{S^{-1}M}}
und für {\displaystyle f\colon M\rightarrow N} und {\displaystyle g\colon N\rightarrow P} gilt
{\displaystyle S^{-1}(g\circ f)=S^{-1}g\circ S^{-1}f\quad \colon \quad S^{-1}M\rightarrow S^{-1}P}.
Damit wird die Lokalisierung {\displaystyle S^{-1}} zu einem Funktor von der Kategorie der {\displaystyle R}-Moduln in die Kategorie der {\displaystyle S^{-1}R}-Moduln.
Die Zuordnung
{\displaystyle \alpha \colon \operatorname {Hom} _{R}(M,N)\rightarrow \operatorname {Hom} _{S^{-1}R}(S^{-1}M,S^{-1}N),\quad f\mapsto S^{-1}f}
ist ein {\displaystyle R}-Modulhomomorphismus (beachte dazu, dass die rechte Seite mittels der kanonischen Abbildung {\displaystyle R\rightarrow S^{-1}R} auch ein {\displaystyle R}-Modul ist). Für {\displaystyle \alpha } hat man:
- Ist {\displaystyle M} endlich erzeugt, so ist {\displaystyle \alpha } injektiv.
- Ist {\displaystyle M} endlich präsentierbar, so ist {\displaystyle \alpha } bijektiv.